# Suka Baru (Putri Hijau)
Suka Baru is een bestuurslaag in het regentschap Bengkulu Utara van de provincie Bengkulu, Indonesië. Suka Baru telt 833 inwoners (volkstelling 2010).